# Bernhard Fraling
Bernhard Fraling (* 11. Mai 1929 in Nordwalde; † 21. Mai 2013 in Münster) war ein deutscher katholischer Geistlicher und Moraltheologe an der Julius-Maximilians-Universität Würzburg.

## Leben und Wirken
Nach seiner Priesterweihe am 16. März 1957 war er zunächst Kaplan in Marl. Zwei Jahre später wurde er Repetent am Priesterseminar Collegium Borromaeum Münster. 1968 erfolgte die Ernennung zum Regens des Priesterseminars. Ab 1971 war Fraling Professor für Moraltheologie und Ethik an der Theologischen Fakultät Paderborn.  Er wurde auf dem Friedhof in Nordwalde beerdigt.

## Professor in Würzburg
1980 erreichte ihn der Ruf an die Katholisch-Theologische Fakultät der Universität Würzburg auf den Lehrstuhl für Moraltheologie. Während dieser Zeit arbeitete er an wissenschaftlichen Einzelstudien insbesondere auf dem Gebiet der Theologie der Spiritualität. Fraling war an der Erstellung des Katholischer Erwachsenen-Katechismus der deutschen Bischöfe beteiligt und Berater der Glaubenskommission der Deutschen Bischofskonferenz. Er war Vorsitzender einer der Kommission Weltkirche der Bischofskonferenz zugeordneten interdisziplinären Arbeitsgruppe, welche die weltkirchlichen Aktivitäten der deutschen Kirche wissenschaftlich begleitet. Er war Mitglied des Kuratoriums des Stipendienwerkes Lateinamerika-Deutschland. Für die dritte Ausgabe des Lexikons für Theologie und Kirche war er Fachberater für Spiritualität, Aszetik und Mystik. Während seiner Lehrtätigkeit in Würzburg betreute er als Seelsorger gleichzeitig die Kuratie St. Afra in Maidbronn, Markt Rimpar. Außerdem engagierte er sich im Diözesanrat der Katholiken. Von 1991 bis 1993 war er Dekan der Katholisch-Theologischen Fakultät. Am 1. Oktober 1996 wurde er emeritiert.

## Ehrungen und Auszeichnungen
1996 zeichnete Bischof Paul-Werner Scheele den Theologen mit der Liborius-Wagner-Plakette aus.
Er war Ehrenmitglied der katholischen Studentenverbindung KStV Rheno-Frankonia Würzburg im KV.

## Ehrenamtliches Engagement
Bernhard Fraling war 1986/87 Präsident des Rotary Club Würzburg.